# Карлота Перес
Карлота Перес (20 вересня 1939 , Каракас ) — венесуельська вчена й експертка, що спеціалізується на технології та соціально-економічному розвитку; вона найбільш відома своєю концепцією зміни техніко-економічної парадигми та її теорією великих сплесків, подальшим розвитком циклів Кондратьєва.
Перес є почесним науковим співробітником Центру SPRU в Університеті Сассекса та ад’юнктом старшого наукового співробітника Інституту нових технологій Університету ООН у Маастрихті. Наразі вона є запрошеним старшим науковим співробітником Кембриджського фонду з дослідження фінансів (CERF), Інститут менеджменту Джаджа Кембриджського університету. З осені 2006 року вона є професором технології та соціально-економічного розвитку в Технічному університеті Таллінна в Естонії.
Перес обіймала різні державні посади у Венесуелі, зокрема: як начальниця відділу промислової політики в Міністерстві економіки (1980—1983), а згодом була консультанткою, наприклад, для INTEVEP, відділу досліджень PDVSA, національної нафтової компанії. Як міжнародний консультант, вона працювала для ОЕСР, ЮНКТАД, ЮНЕСКО, ЮНІДО, ПРООН та Світового банку, а також для урядів, банків розвитку тощо країн Чилі, Перу, Еквадору, Уругваю, Аргентини, Колумбії, Домініканської Республіки, Бразилії, Канади, Норвегії та Естонії. Деякі елементи Лісабонської стратегії ЄС базуються на її роботі. У Німеччині вона є членом наукової ради AutoUni Volkswagen AG у Вольфсбурзі.
Карлота Перес є неошумпетеранкою та ученицею Крістофера Фрімена, з яким вона тісно співпрацювала з часу їхнього першого дослідницького перебування в 1983 році в Центрі SPRU Університету Сассекса, а згодом стала його третьою дружиною. Її статті з початку 1980-х років зробили внесок у сучасне розуміння взаємозв’язку між основними інноваціями, технічними та інституційними змінами та економічним розвитком. Її книга 2002 року «Технологічні революції та фінансовий капітал: динаміка бульбашок і золотих віків» вважається сучасною класикою жанру.

## Інтернет-ресурси
- Official homepage, with publications to download